# Sergej Kornilajev
Sergej Grigorjevič Kornilaev (Сергей Григорьевич Корнилаев * 20. února 1955 Čuvaš-Kubovo, Sovětský svaz) je bývalý sovětský zápasník, volnostylař. V roce 1980 vybojoval na olympijských hrách v Moskvě bronzovou medaili v kategorii do 48 kg.